# Lachnea argillacea
Lachnea argillacea är en svampart som först beskrevs av James Sowerby, och fick sitt nu gällande namn av Jean Louis Emile Boudier 1907. Lachnea argillacea ingår i släktet Lachnea och familjen Pyronemataceae.   Inga underarter finns listade i Catalogue of Life.